# Елатомский краеведческий музей
Ела́томский краеве́дческий музе́й — учреждение культуры, расположенное в центре Елатьмы и занимающее флигель здания, построенного в первой половине 1910-х годов для местного Реального училища.

## Информация о музее

### История
Принято считать, что любительский музей был организован в Елатьме ещё в дореволюционное время. В местной прессе 1930-х — 1950-х годов встречаются упоминания о Елатомском районном краеведческом музее. В частности, в газете «Сталинское знамя» — главном органе Рязанского обкома и горкома ВКП(б), 2 июля 1942 года вышла заметка краеведа Ивана Корнеева, в которой говорилось о возобновлении работы Елатомского краеведческого музея и давалась краткая информация о его деятельности:

Музей хранит документы, отражающие историю Елатьмы и революционное движение в Рязанском крае в 1918—1919 годах. Музей имеет исторический, краеведческий, естественнонаучный отделы, отдел индустриализации и коллективизации. Наиболее богат исторический отдел, отражающий революционное движение в 1918—1919 годах в бывших Елатомском, Сасовском и Касимовском уездах… Материалы отдела иллюстрированы картинами местного художника Волкова: «Наступление красногвардейских войск на Елатьму», «Военно-революционный штаб в с. Кусморе» и другими. Музей посещают колхозники, служащие, а также учащиеся школ района.
— Корнеев И. С. Районный краеведческий музей
В 1954 году музей был закрыт, и только в 1963 году возобновил свою работу, но уже в качестве народного при Елатомском доме культуры. Для музея была выделена достаточно просторная комната в пять окон на втором этаже центральной части здания, в которой он находился вплоть до переезда в другое помещение в 2007 году.
С распадом СССР для народного музея наступили трудные времена — фактически он был предоставлен сам себе. В период 1990-х — начала 2000-х годов музей трижды подвергался ограблениям. Среди трудновосполнимых утрат: бивни мамонта, найденные в осыпях мишуковского оврага; кольчуга, обнаруженная на размытом после весеннего половодья берегу реки Унжи и в 1927 году переданная в дар музею. Также был похищен ряд предметов старинной бытовой утвари из цветного металла и исчезли некоторые картины местных художников.
В 2006 году музею было передано помещение на втором этаже восточного флигеля того же здания, в последние десятилетия занимаемое детской библиотекой. В 2007 году выполнен ремонт и создана постоянная экспозиция, после чего 26 ноября 2007 года состоялось открытие обновлённого музея. С этого момента стало употребляться официально название «Елатомский краеведческий музей». В следующие годы в распоряжение музея отошли комнаты первого этажа флигеля и к ним примыкающие.
Создатели, сотрудники и руководители музея
Организаторы Елатомского районного краеведческого музея: Алексей Алексеевич Александровский, Иван Степанович Корнеев, Борис Иванович Умнов и группа инициативных местных жителей, образовавших Совет музея. В послевоенное время краеведческий музей возглавлял самодеятельный поэт И. С. Корнеев. Начиная с 1963 по 1989 год вновь созданным народным музеем бессменно руководил его восстановитель — художник-профессионал, учитель и краевед А. А. Александровский, с 1991 по 2007 год хранителем музея была Т. Г. Зверинина. После обретения музеем статуса муниципального его штатным старшим научным сотрудником стала И. А. Алексеева. Ныне в Елатомском краеведческом музее работают пятеро сотрудников, директор с 2009 года — Н. С. Клёнова.

### Собрание музея

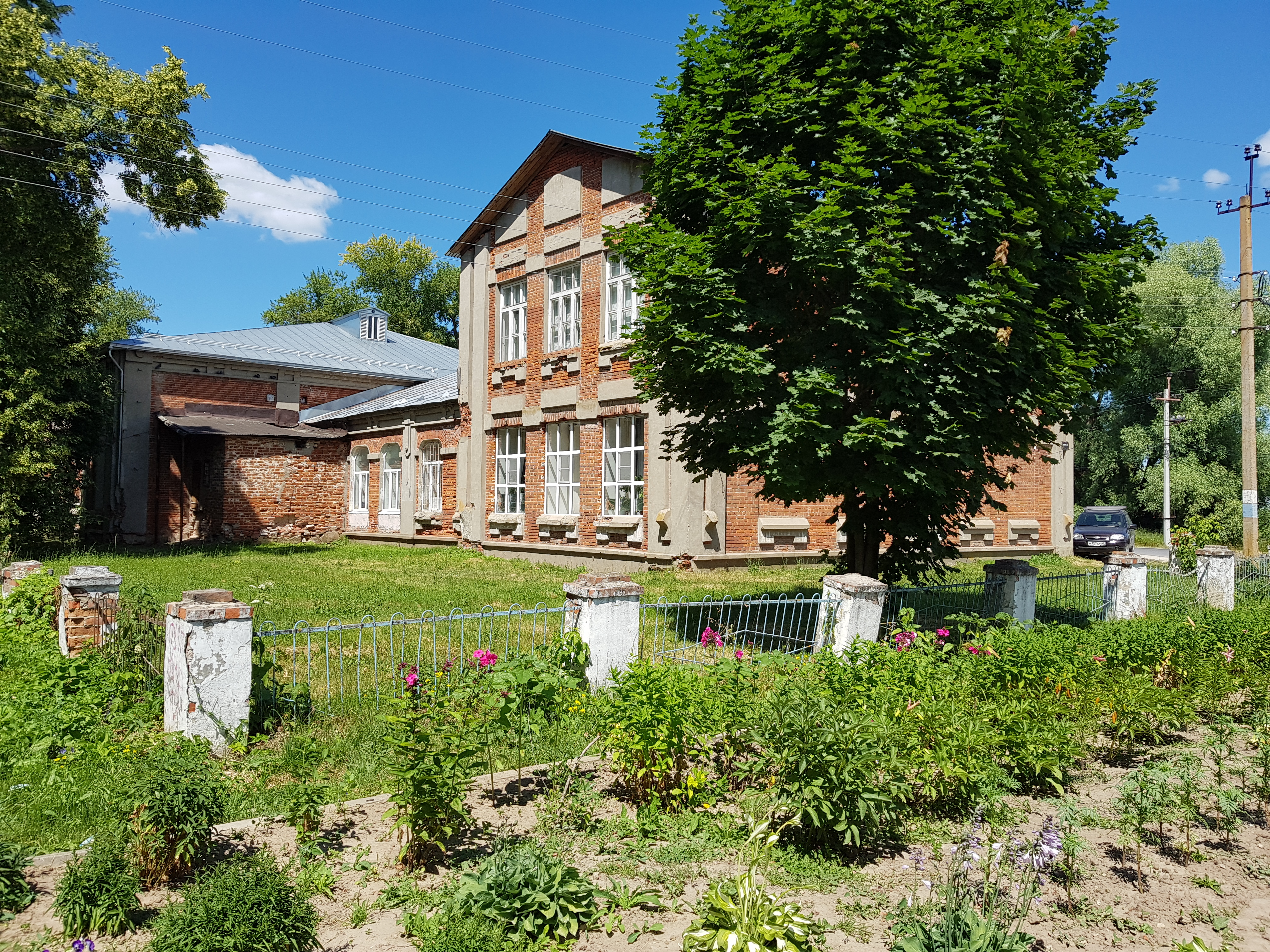
Елатомский краеведческий музей

Собрание музея насчитывает более 5600 единиц хранения, в том числе 3351 — основного фонда. В XX веке фонд во многом формировался усилиями энтузиастов и школьников.
Предметом особой гордости является естественно-научная коллекция. На протяжении полутора столетий окрестности Елатьмы привлекали взоры учёных-профессионалов и любителей изобилием легкодоступных ископаемых юрского периода, среди которых широко представлены аммониты. Некоторые из них, впервые обнаруженные здесь и описанные исследователями, получили связанное с Елатьмой название и находятся в музейном собрании. Археологическая коллекция содержит уникальные находки из мест древних поселений на мещёрской земле. Коллекции живописи и графики включают работы местных художников Н. Е. Волкова, А. А. Александровского, Н. Г. Цынгалёва, К. И. Алипова и других. Особое место в ней занимают портреты фронтовиков, Героев Советского Союза и людей, внёсших существенный вклад в развитие Елатьмы и региона. В коллекции одежды XIX—XX веков — костюмы разных сословий и стилей, от крестьянской панёвы до платья, пошитого в Елатомском КБО. Книжная коллекция включает экземпляры с экслибрисом педагога, заслуженного учителя школы РСФСР и известного книголюба Н. П. Трунина, учебную литературу XIX—XX веков, издания произведений Т. З. Куприной, Г. И. Грязнова, Г. Д. Рыженкова и других местных авторов с дарственными надписями. Интересна коллекция пластинок, благодаря которой можно услышать наряду с записями общепризнанных профессионалов народные песни и инструментальные наигрыши Рязанской области в исполнении фольклорных ансамблей сёл Ермолово и Любовниково Касимовского района.

### Экспозиции музея
Основная экспозиция «Из века в век…», размещённая в трёх залах на втором этаже, посвящена различным историческим периодам развития Елатьмы. Также представлены ископаемые морской фауны юрского периода — все образцы собраны непосредственно в окрестностях Елатьмы, включая аммонит Cadoceras elatmae, найденный впервые именно в здешних краях. Эпоху средневековья характеризуют археологические находки периодов VI—XII веков: орудия труда, оружие, предметы быта, украшения, обнаруженные на территории Елатомского городища. Яркими и важными акцентами в экспозиции являются: фрагмент интерьера купеческой комнаты конца XIX века; коллекция посуды, среди которой — изготовленный на местной стекольной фабрике купцов Гусевых гранёный стакан и потому в народе называемый елатомским; предметы быта и одежда жителей бывшего Елатомского уезда. Раскрывает экспозиция и тему революции 1917 года, становления Советской власти в Елатьме, период Великой Отечественной войны. В рамках проекта «Сбывшийся сон» экспозиция была преображена в инклюзивную, доступную для людей с ограниченными возможностями здоровья, в составе которой — объекты для тактильного ознакомления, звуковое сопровождение и интерактивные пространства.
В выставочном зале музея проводятся передвижные выставки, встречи, лекции, беседы и различные программы. Музей имеет все технические возможности для проведения на своей территории конференций, круглых столов, лекториев, разноплановых встреч.

### Деятельность музея
- С 2014 года в музее реализуется проект «Сбывшийся сон», победитель I и II Всероссийского конкурса проектов «Культурная мозаика малых городов и сёл» в номинации «Пространство жизни». В рамках этого проекта в музее ежегодно проводится цикл лекций «Все мы разные. Каждый уникален».
- В 2018 году музей стал победителем Всероссийского конкурса социальных проектов в поддержку пожилых людей «Активное поколение — 2018» Фонда Тимченко с проектом «РетроБУМ».
- В 2021 году музей вошёл в состав Ассамблеи петровских музеев.

## Постоянная экспозиция музея

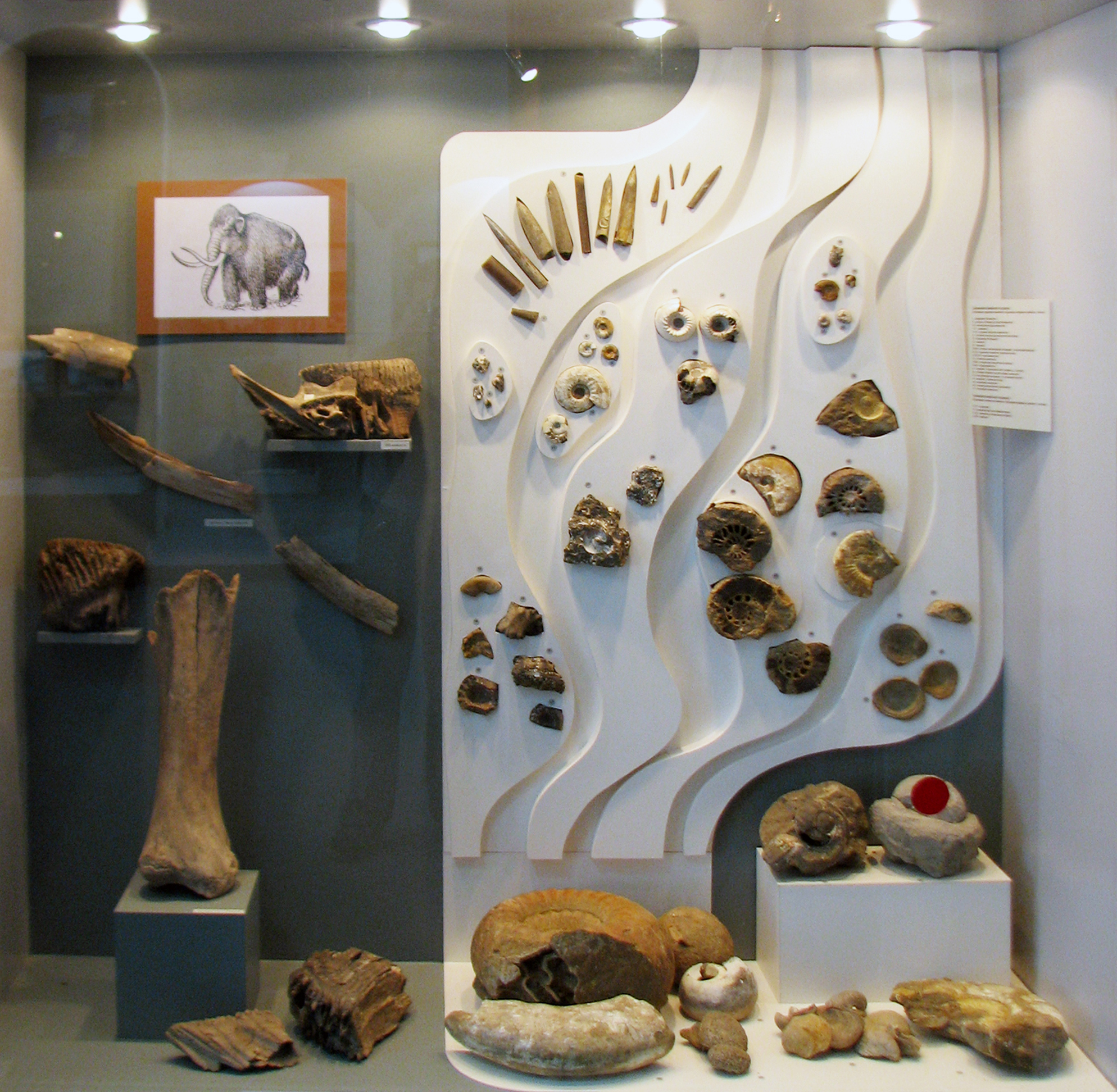
Мир ископаемых
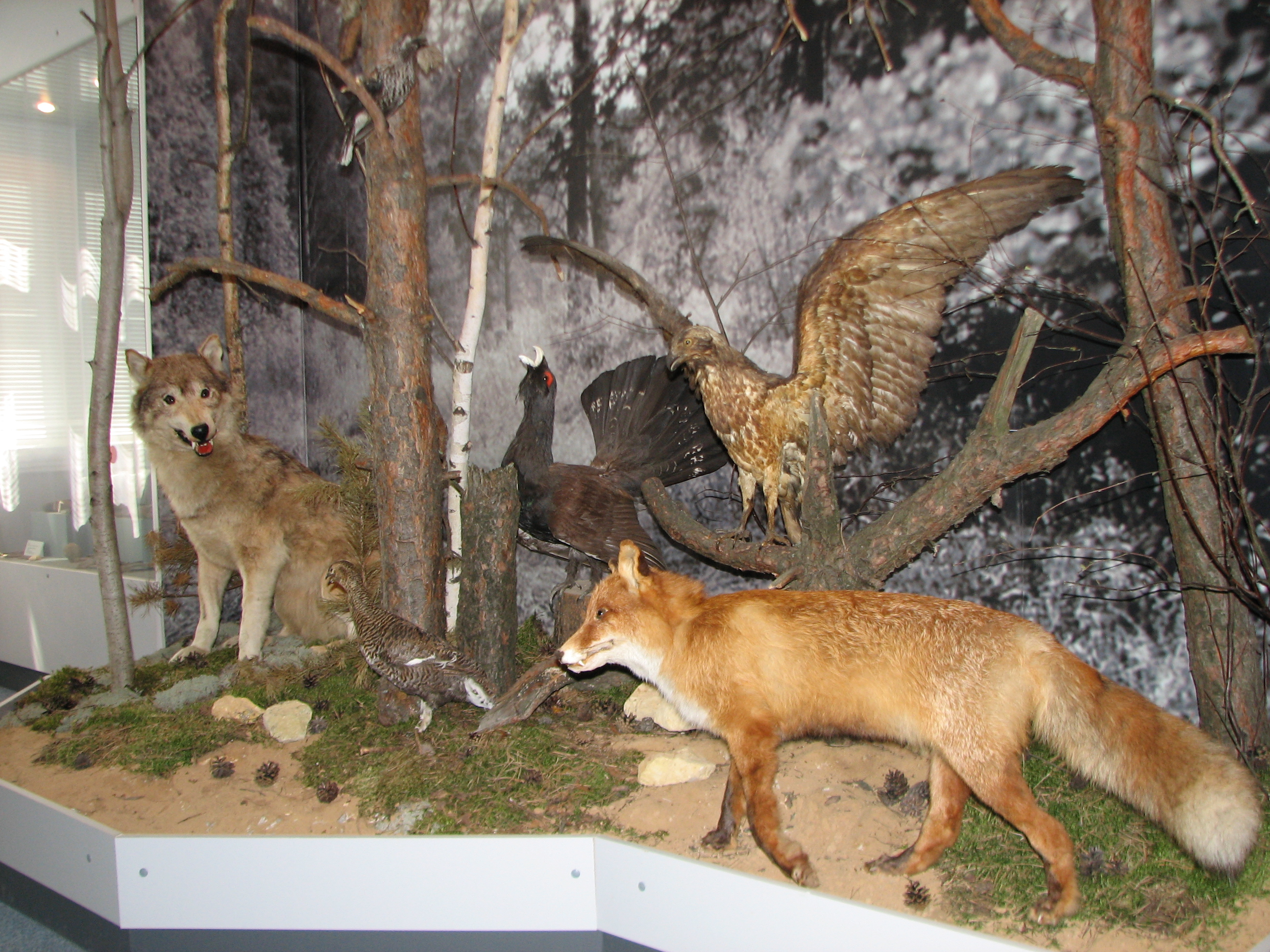
Животный мир
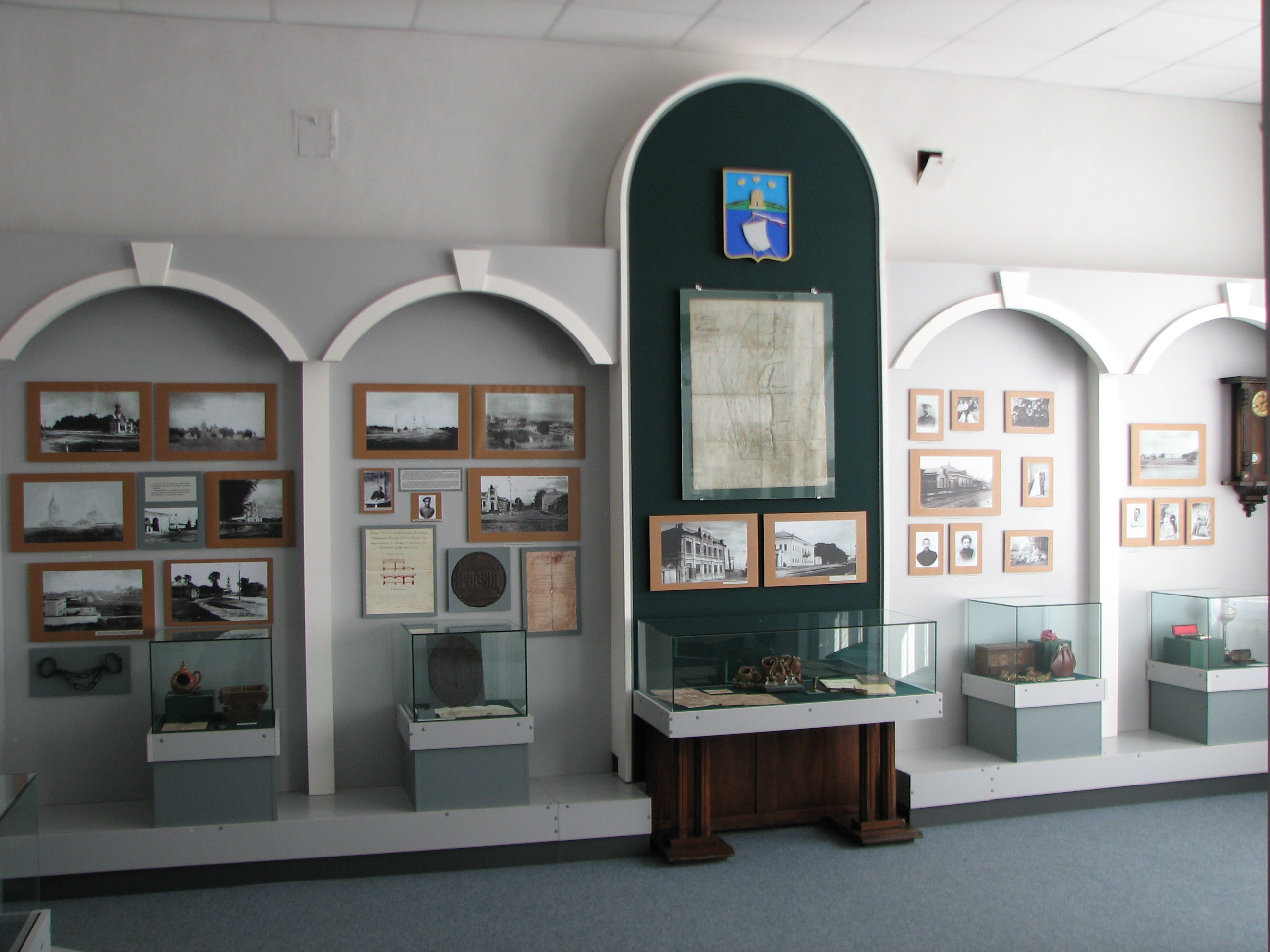
Уездный город
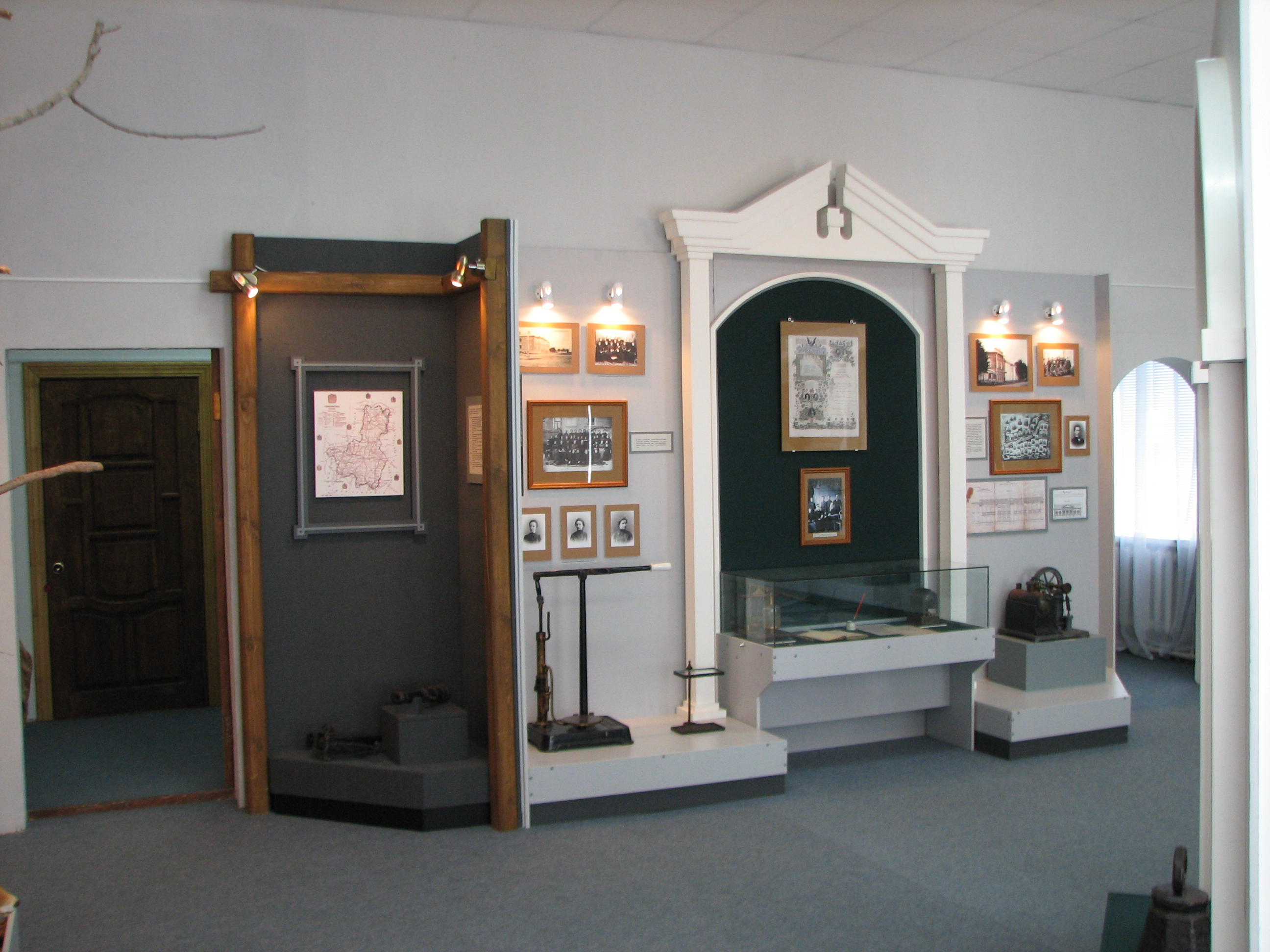
Елатомские гимназии
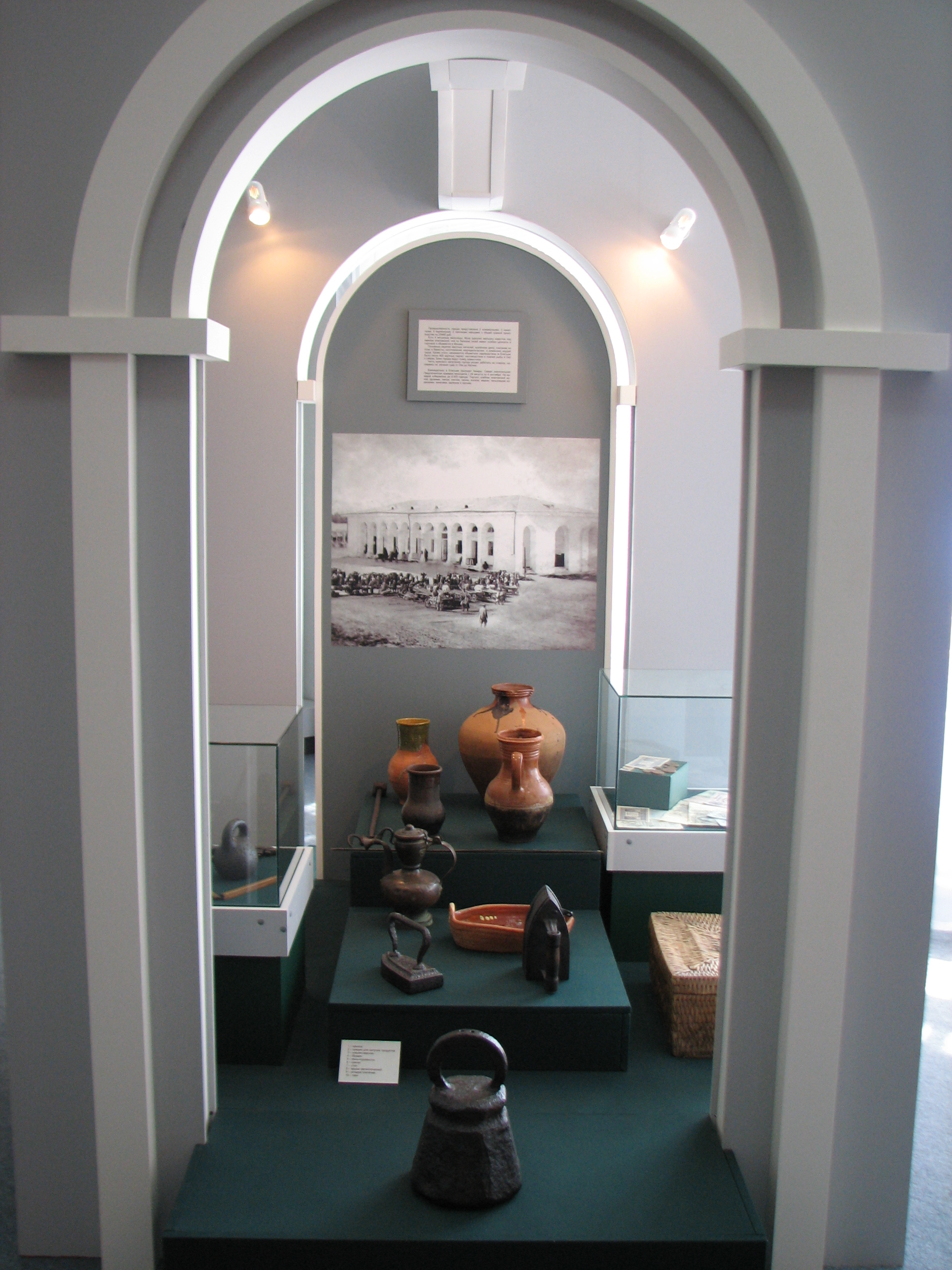
Предметы быта
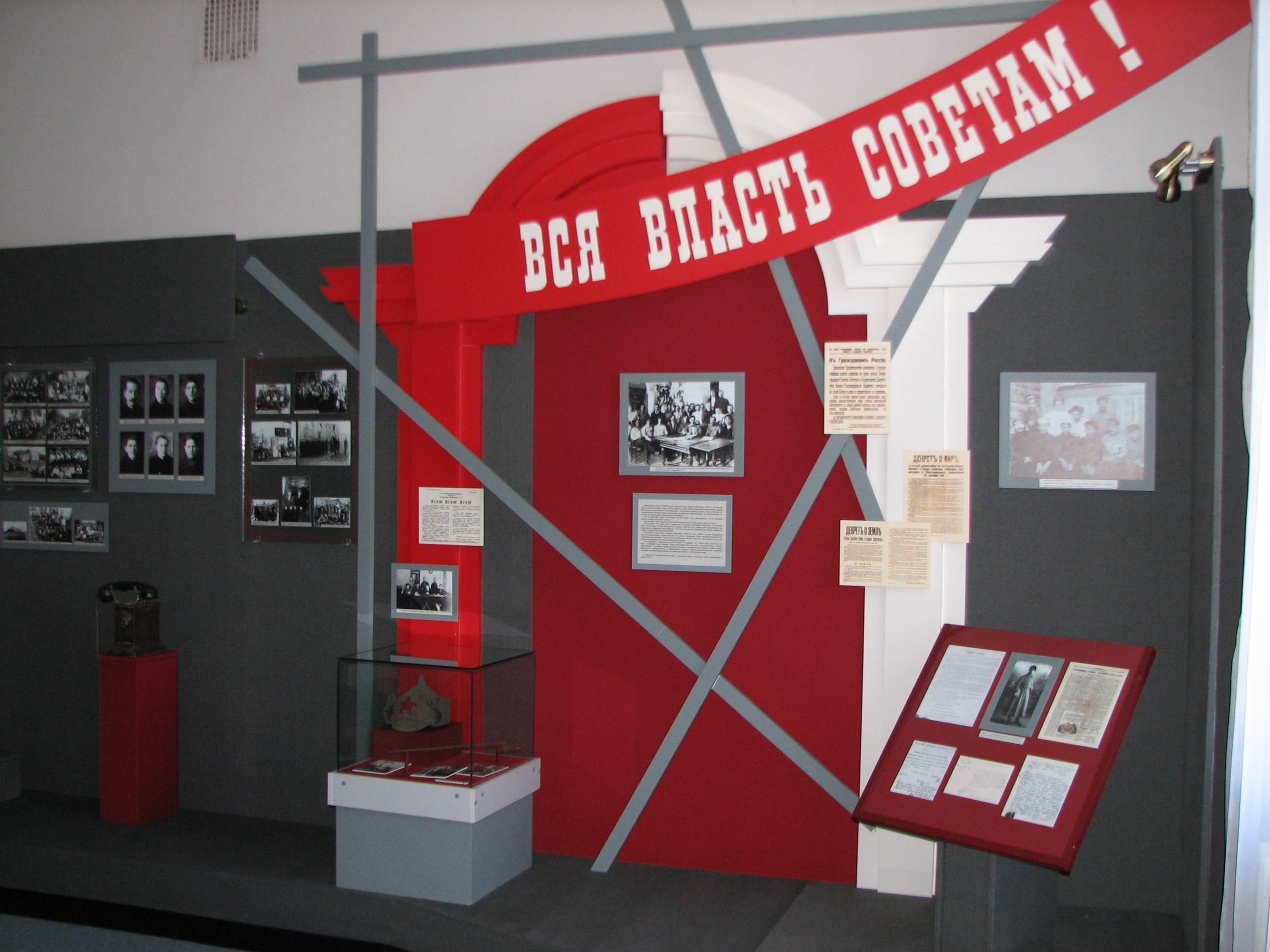
Революционный период
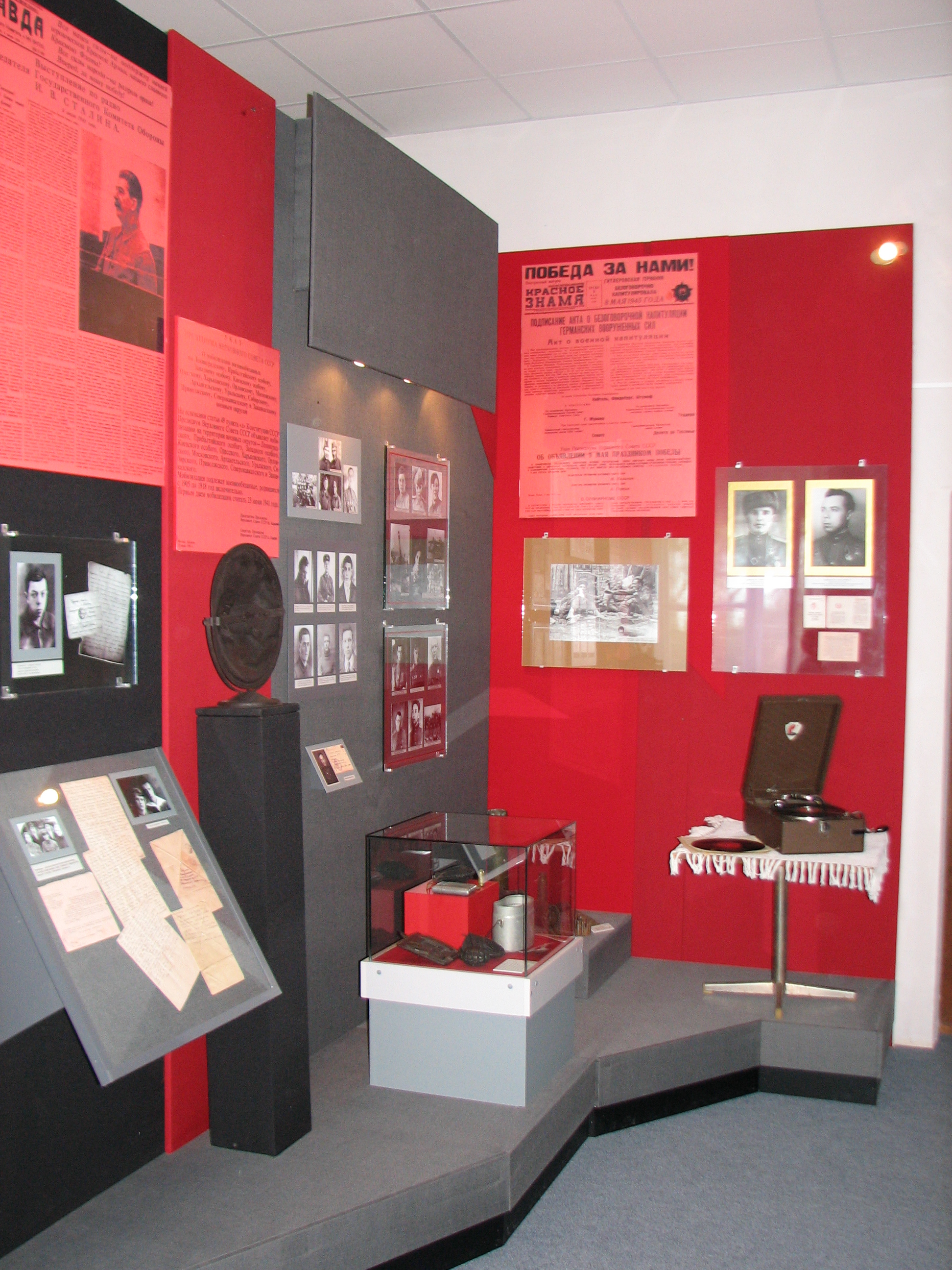
Военный период